# 中共天津市委宣传部
中共天津市委宣传部是中共天津市委下辖的一个负责宣传的部门。

## 现任部长
- 沈蕾（女）

## 现任副部长
- 王芸

## 历任部长
- 罗远鹏（ - ）
- 罗保铭（1997年12月－2001年7月）
- 肖怀远（2001年7月－2011年1月）
- 成其圣（2011年4月－2015年7月）
- 王贺胜（2015年7月—2016年8月）
- 陈浙闽（2017年4月－2021年9月）
- 周德睿（2021年9月－2022年6月）
- 沈蕾（女）（2022年6月 - ）